# Irina Borissowa
Irina Borissowa (* 5. Dezember 2000; russisch Ирина Борисова, englisch Irina Borisova, wissenschaftliche Transliteration Irina Borisova) ist eine russische Badmintonspielerin, die im Parabadminton in der Startklasse SH6 an den Start geht und eine Weltmeisterschaft-Bronzemedaille errang.

## Karriere
Bei der Europameisterschaft 2018 in Rodez spielte Borissowa im ersten Spiel gegen die Engländerin Rebecca Bedford und verlor die Begegnung. Das zweite Spiel konnte sie gegen die Schottin Deidre Nagle gewinnen und verlor die dritte Begegnung gegen die Polin Maria Bartusz. Im Damendoppel startete sie mit der Dänin Simone Emilie Meyer Larsen. Auch hier verlor sie das erste und dritte Spiel – gegen Rebecca Bedford/Rachel Choong (England) und Daria Bujnicka/Oliwia Szmigiel (Polen). Im zweiten Spiel waren Borissowa und Meyer Larsen gegen Maria Bartusz und Deidre Nagle erfolgreich.
Bei der Weltmeisterschaft 2019 in Basel verlor Borissowa das erste Spiel gegen Rebecca Bedford und gewann dann gegen die Inderin Ruhi Satish Shingade und die Polin Daria Bujnicka. Im Viertelfinale war gegen Rachel Choong mit 17:21, 5:21 Endstation. Das Damendoppel bestritt sie mit ihrer Landsfrau Uljana Podpalnaja, das erste Spiel verloren die beiden gegen Rebecca Bedford/Rachel Choong und gewannen dann gegen die Ägypterin Yasmina Eissa und Ruhi Satish Shingade. Im Halbfinale verloren Borissowa und Podpalnaja gegen die Peruanerin Carmen Giuliana Póveda Flores und die US-Amerikanerin Katherine Valli mit 4:21, 7:21. Die Bronzemedaille teilten sie sich mit dem polnischen Duo Daria Bujnicka/Oliwia Szmigiel.
Bei der Weltmeisterschaft 2019 startete sie zudem im Mixed, mit ihrem Landsmann Alexander Mekhdiev. In der Gruppenphase besiegten sie Didin Taresoh (Malaysia) mit Daria Bujnicka (Polen), Miles Krajewski (Vereinigte Staaten) mit Yasmina Eissa (Ägypten) sowie Raja Magotra mit Ruhi Satish Shingade (beide aus Indien). Das Viertelfinale ging mit 21:23, 9:21 gegen den Brasilianer Vitor Gonçalves Tavares und die Peruanerin Rubi Milagros Fernandez Vargas verloren.
Ihr bis dato letztes Turnier war das IBERDROLA Spanish Para Badminton International 2022 vom 9. bis zum 13. März 2022, das in Cartagena ausgetragen wurde und an dem sie unter neutraler Flagge startete. In der Gruppenphase verlor sie gegen die Peruanerin Rubi Milagros Fernandez Vargas, gewann gegen die Polin Oliwia Szmigiel und verlor gegen die Inderin Nithya Sre Sumathy Sivan. Das Mixed spielte sie wie bei der Weltmeisterschaft mit Alexander Mechdijew. Im ersten Spiel besiegten die beiden Fabien Morat aus Frankreich und die Polin Oliwia Szmigiel. Die beiden weiteren Spiele gegen die peruanischen Duos Nilton Quispe Ignacio/Carmen Giuliana Poveda Flores und Hector Jesus Salva Tunque/Rubi Milagros Fernandez Vargas gingen verloren.